# Великолепетиська районна рада
Великолепетиська райо́нна ра́да — районна рада Великолепетиського району Херсонської області. Адміністративний центр — смт Велика Лепетиха.

## Склад ради
Загальний склад ради: 26 депутатів.

### Голова
Верховська Тетяна Олександрівна (нар. 1962) — голова Великолепетиської районної ради від 17 листопада 2015 року.

#### Голова районної ради
| ПІБ                             | Основні відомості                           | Дата обрання | Дата звільнення |
| ------------------------------- | ------------------------------------------- | ------------ | --------------- |
| Верховська Тетяна Олександрівна | Голова районної ради, 1962 року народження, | 17.11.2015   |                 |
|                                 |                                             |              |                 |

Примітка: таблиця складена за даними джерела